# 佐野ぬい
佐野 ぬい（さの ぬい、旧姓：佐々木、1932年11月16日 - 2023年8月23日）は、日本の洋画家。女子美術大学名誉教授（第16代学長）。日本美術家連盟洋画部理事、新制作協会会員。1950年代から青色を基調とする作品を多く発表し、「佐野ブルー」「青の画家」と称される。

## 来歴
青森県弘前市百石町出身。実家は「和菓子さゝき」（現・ラグノオささき）。青森県立弘前高等女学校（現・青森県立弘前中央高等学校）、1955年女子美術大学芸術学部洋画科卒業。25歳で結婚。夫は元新聞記者でエッセイストの佐野寧。寧との間に2男を儲ける。
女子美術大学助手（1955年 - 1961年）、同講師（1961年 - 1976年）、同助教授（1976年 - 1987年）、同教授（1987年 - 1994年）。1994年から1998年まで同大学大学院教授（美術研究科長1997年 - 1998年）。1998年、定年退職、同大学名誉教授。1998年から2005年まで同大学大学院客員教授、2007年4月から2011年5月まで第16代女子美術大学学長を歴任。
2004年から2007年まで日本美術家連盟常任理事。福沢一郎記念美術財団理事、損保ジャパン美術財団理事。
2023年8月23日、慢性心不全のため東京都内の病院で死去した。90歳没。死没日付をもって正五位に叙された。

## 主な受賞歴
- 女流画家協会展T婦人賞（1955年）
- 新制作展作家賞（1965年、1966年、1968年）
- 女流画家協会展日航賞（1969年）[2]
- 女流画家協会展H婦人賞（1972年）[2]
- 新鋭選抜展優賞（1972年、1973年）
- 文化庁買上優秀美術作品（1986年）
- 紺綬褒章（1986年[1]、2011年[1]）
- 青森県褒章文化功労者（1994年）
- 青森県文化賞（2001年）
- 損保ジャパン東郷青児美術館大賞（2003年）[2]
- 瑞宝中綬章（2012年）[1]
- 弘前市名誉市民（2015年（平成27年度））[7]

## 主な作品所蔵
- 青森県立美術館
- 弘前市立博物館
- いわき市立美術館
- 新潟市美術館
- 大川美術館
- 東京都美術館
- 上野の森美術館
- 神奈川県立近代美術館
- 横浜美術館
- 女子美術大学美術館
- 池田20世紀美術館
- MOA美術館
- 佐久市立近代美術館
- 広島市現代美術館
- 宮崎県立美術館
- 国立国際美術館（作品名：「ジョージタウン・ウィークリー」（1985年）、文化庁買上優秀美術作品（昭和61年度））
- 富山県立近代美術館
- 北海道立近代美術館
- 大川美術館
- 損保ジャパン東郷青児美術館

作品設置
- 杉並区役所9階（作品名：「青の季節」（1989年））
- 成田空港駅（作品名：「動く青い世界地図」（ステンドグラス））
- 弘前市民会館（作品名：「青の時間」（ステンドグラス）[8]